# اودوملیا
شهر اودوملیا (به روسی: Удомля) در کشور روسیه و در اوبلاست ور واقع شده‌است.